# László Berti
László Berti (24 de junio de 1875-23 de junio de 1952) fue un deportista húngaro que compitió en esgrima, especialista en las modalidades de florete y sable.
Participó en dos Juegos Olímpicos de Verano en los años 1912 y 1924, obteniendo en total tres medallas, oro en Estocolmo 1912 y plata y bronce en París 1924. Ganó una medalla de plata en el Campeonato Mundial de Esgrima de 1926.

## Palmarés internacional
| Juegos Olímpicos   | Juegos Olímpicos   | Juegos Olímpicos  | Juegos Olímpicos    |
| Año                | Lugar              | Medalla           | Prueba              |
| ------------------ | ------------------ | ----------------- | ------------------- |
| 1912               | Estocolmo (Suecia) | Medalla de oro    | Sable por equipos   |
| 1924               | París (Francia)    | Medalla de plata  | Sable por equipos   |
| 1924               | París (Francia)    | Medalla de bronce | Florete por equipos |
| Campeonato Mundial |                    |                   |                     |
| Año                | Lugar              | Medalla           | Prueba              |
| 1926               | Budapest (Hungría) | Medalla de plata  | Florete individual  |